# Vasco da Gama (Goa)

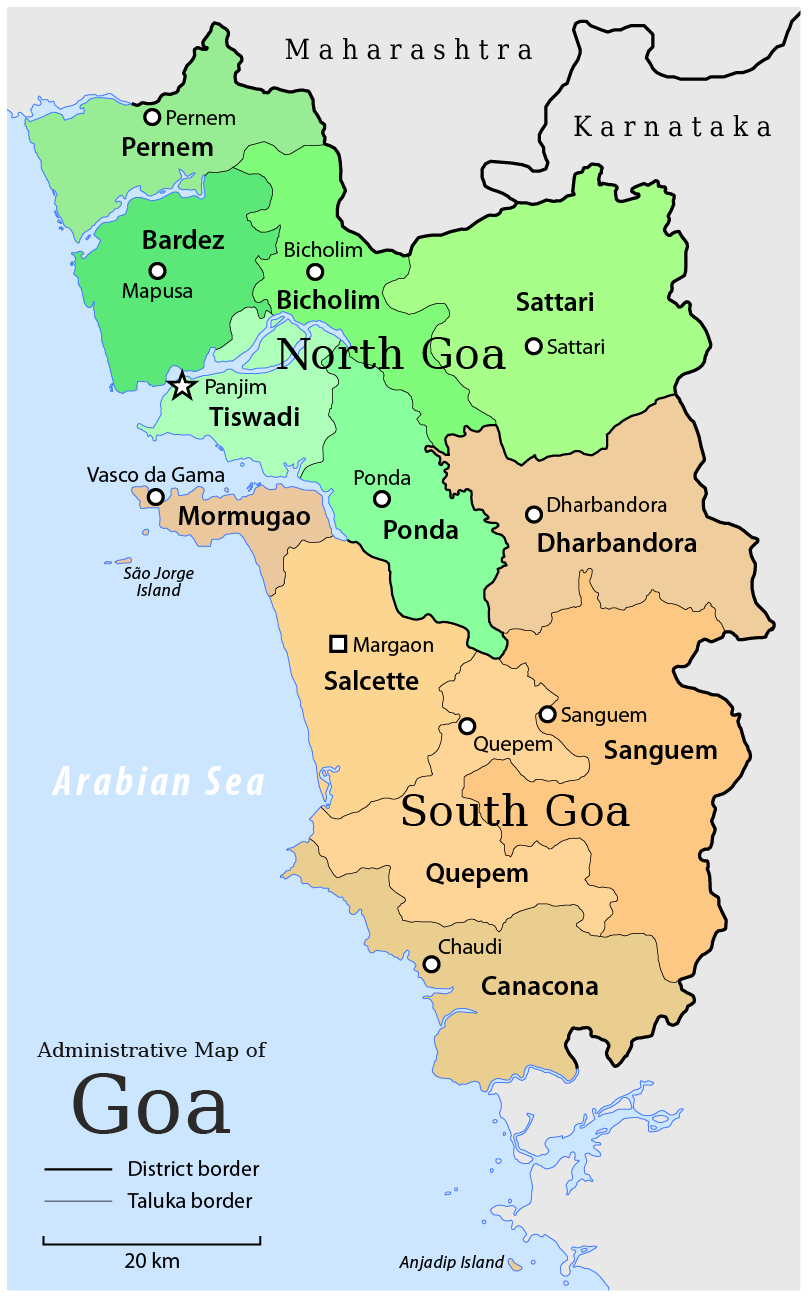
Mapa de Goa.

Vasco da Gama (concani/marata: वास्को) (normalmente reduzida para Vasco) é uma cidade localizada no estado de Goa, na costa oeste da Índia. É a sede administrativa da taluca (município) de Mormugão.
Vasco da Gama é a cidade mais populosa de Goa, com população estimada acima de 100.000 habitantes. A cidade está situada na península de Mormugão, na foz do rio Zuari, a cerca de 30 km de Pangim, capital de Goa.

## Etimologia
Seu nome foi dado em homenagem ao explorador português Vasco da Gama.

## História
A cidade foi fundada em 1543 e permaneceu sob domínio português até 1961, quando Goa foi anexada à Índia.

## Geografia
A cidade de Vasco da Gama cobre a totalidade da área territorial da taluca de Mormugão. Assim como sua taluca, situa-se na península homónima a sul da cidade de Pangim, em um terreno pouco elevado, cercado pelas águas da baía de Mormugão, do rio Zuari e do mar Arábico.
A cidade de Vasco da Gama está fortemente conurbada com sua vizinha Margão. As duas e Pondá, Goa Velha, Mapuçá e Pangim formam a Área Metropolitana de Pangim-Vasco da Gama, a maior mancha urbana do estado de Goa.

## Infraestruturas

### Transportes
A cidade conecta-se ao restante do país pelo Caminho de Ferro de Mormugão, que a liga ao extremo leste do estado de Goa, permitindo acesso até mesmo a distante cidade de Guntacal, em Andra Pradexe. Outra importante ligação ferroviária se dá pelo Caminho de Ferro Concão, que a liga a norte e a sul do estado de Goa, permitindo acesso até mesmo a cidade de Roa (na zona metropolitana de Bombaim), no estado de Maarastra, e a Mangalor, no estado de Carnataca.
A mais importante facilidade logística de Vasco da Gama é o seu porto Mormugão, marítimo, situado na península de Mormugão, sendo um dos mais movimentados sítios portuários do mar Arábico.
Além do porto e da ferrovia em Vasco da Gama está instalado o Aeroporto de Dabolim (GOI), a 5 km do do centro da cidade, no bairro de Dabolim, o maior dos aeroportos goeses, o único que atende a Área Metropolitana de Panjim-Vasco da Gama.
Sua principal conexão rodoviária é feita pela Rodovia Nacional 66 (NH 66, sigla para National Highway 66), que dá acesso a Bombaim e a Cabo Comorim. Liga-se também pelas rodovias estaduais nº 366 (SH366) e 566 (SH566).

### Educação
A cidade sedia a Sociedade Educacional de Mormugão—Faculdade de Artes e Comércio (em inglês: MES College of Arts and Commerce), instituição orgânica da Universidade de Goa. Dispõe de um campus do Instituto Birla de Tecnologia e Ciência, Pilani, uma instituição privada credenciada como universidade.